# Epiblastus pteroglotta
Epiblastus pteroglotta är en orkidéart som beskrevs av Alexander Gilli. Epiblastus pteroglotta ingår i släktet Epiblastus och familjen orkidéer.
Artens utbredningsområde är Papua Nya Guinea. Inga underarter finns listade i Catalogue of Life.